# Познанський Олександр Семенович
Олександр Семенович Познанський (18 (31) січня 1903 , Кривий Ріг, Херсонська губернія  — 8 червня 1974 , Горький ) — радянський учений-психіатр. Доктор медичних наук (1960), професор (1962).

## Біографія
Народився 18 (31) січня 1903 року у містечку Кривий Ріг.
У 1927 році закінчив Одеський медичний інститут. У 1927—1931 роках працював лікарем у наркологічному диспансері та психіатричній клініці в Одесі.
У 1931—1944 роках — співробітник Українського психоневрологічного інституту (Харків). Кандидат медичних наук із 1938 року.
У 1944—1959 роках — у Горьківському медичному інституті ім. М. Кірова: асистент, доцент кафедри психіатрії.
У 1960—1970 роках — завідувач кафедри психіатрії Башкирського державного медичного інституту.
Помер 8 червня 1974 року в Нижньому Новгороді, де й похований на Бугрівському цвинтарі.

## Наукова діяльність
Досліджував проблеми загальної психопатології, клініко-експериментальні та психофармакологічні дослідження галюцинаторних, маячних, кататонічних, емоційних синдромів при шизофренії, травматичних психозах.
Автор понад 90 наукових праць.
У 1960—1968 роках — голова товариства невропатологів та психіатрів Башкирської АРСР.
Учень академіка В. П. Протопопова.